# Broye (Saône-et-Loire)
Broye település Franciaországban, Saône-et-Loire megyében. Lakosainak száma 754 fő (2022. január 1.). Broye Autun, Marmagne, Mesvres és Saint-Symphorien-de-Marmagne községekkel határos.

## Népesség
A település népességének változása:
| Lakosok száma | 745  | 754  | 772  | 762  | 759  | 753  | 749  | 748  | 754  |
|               | 2013 | 2015 | 2016 | 2017 | 2018 | 2019 | 2020 | 2021 | 2022 |